# Brookview
Brookview é uma cidade  localizada no estado americano de Maryland, no Condado de Dorchester.

## Demografia
Segundo o censo americano de 2000, a sua população era de 65 habitantes. 
Em 2006, foi estimada uma população de 63, um decréscimo de 2 (-3.1%).

## Geografia
De acordo com o United States Census Bureau tem uma área de 
0,1 km², dos quais 0,1 km² cobertos por terra e 0,0 km² cobertos por água.

## Localidades na vizinhança
O diagrama seguinte representa as localidades num raio de 12 km ao redor de Brookview. 